# Papežská komise „Ecclesia Dei“
Papežská komise „Ecclesia Dei“ (lat. Pontificia Commissio Ecclesia Dei) byla komise pracující v Římské kurii, která se zabývala péčí o laiky a duchovní navázané na liturgickou tradici před II. vatikánským koncilem.
Byla ustavena papežem Janem Pavlem II. na základě motu proprio „Ecclesia Dei“ z 2. července 1988, den po nedovolených biskupských svěceních schizmatického arcibiskupa Marcela Lefebvra ve švýcarském Ecônu.
8. července 2009 papež Benedikt XVI. vyhlásil motu proprio Ecclesiae unitatem, ve kterém včlenil Papežskou komisi Ecclesia Dei do struktury Kongregace pro nauku víry.

## Pořadí prezidentů komise
- Kardinál Paul Augustin Mayer, O.S.B. † (2. července 1988 – 1. července 1991 pensionován)
- Kardinál Antonio Innocenti † (1. července 1991 – 16. prosince 1995 pensionován)
- Kardinál Angelo Felici † (16. prosince 1995 – 13. dubna 2000 pensionován)
- Kardinál Darío Castrillón Hoyos (14. dubna 2000 – 8. července 2009 pensionován)

Motem proprio Ecclesiae Unitatem (2. července 2009) bylo stanoveno, že prezident výboru je prefekt Kongregace pro nauku víry.
- Kardinál William Joseph Levada (8. července 2009 – 2. července 2012 pensionován)
- Kardinál Gerhard Ludwig Müller, od 2. července 2012

## Pořadí viceprezidentů komise
- Monsignore Camille Perl (13. března 2008 – 8. července 2009 odstoupil)
- Arcibiskup Joseph Augustine Di Noia, O.P. (26. června 2012 – 21. září 2013 jmenován pomocným sekretářem Kongregace pro nauku víry)

## Pořadí sekretářů
- Monsignore Camille Perl (1998 – 13. března 2008 jmenován viceprezidentem téhož dikasteria)
- Monsignore Mario Marini (13. března 2008 – 24. května 2009 odstoupil)
- Monsignore Guido Pozzo (8. července 2009 – 3. listopadu 2012 jmenován almužníkem Jeho Svatosti)
- Arcibiskup Guido Pozzo, od 8. března 2013

## Pořadí pomocných sekretářů
- Monsignore Mario Marini (7. července 2007 – 13. března 2008 jmenován sekretářem téhož dikasteria)